# Nodo50

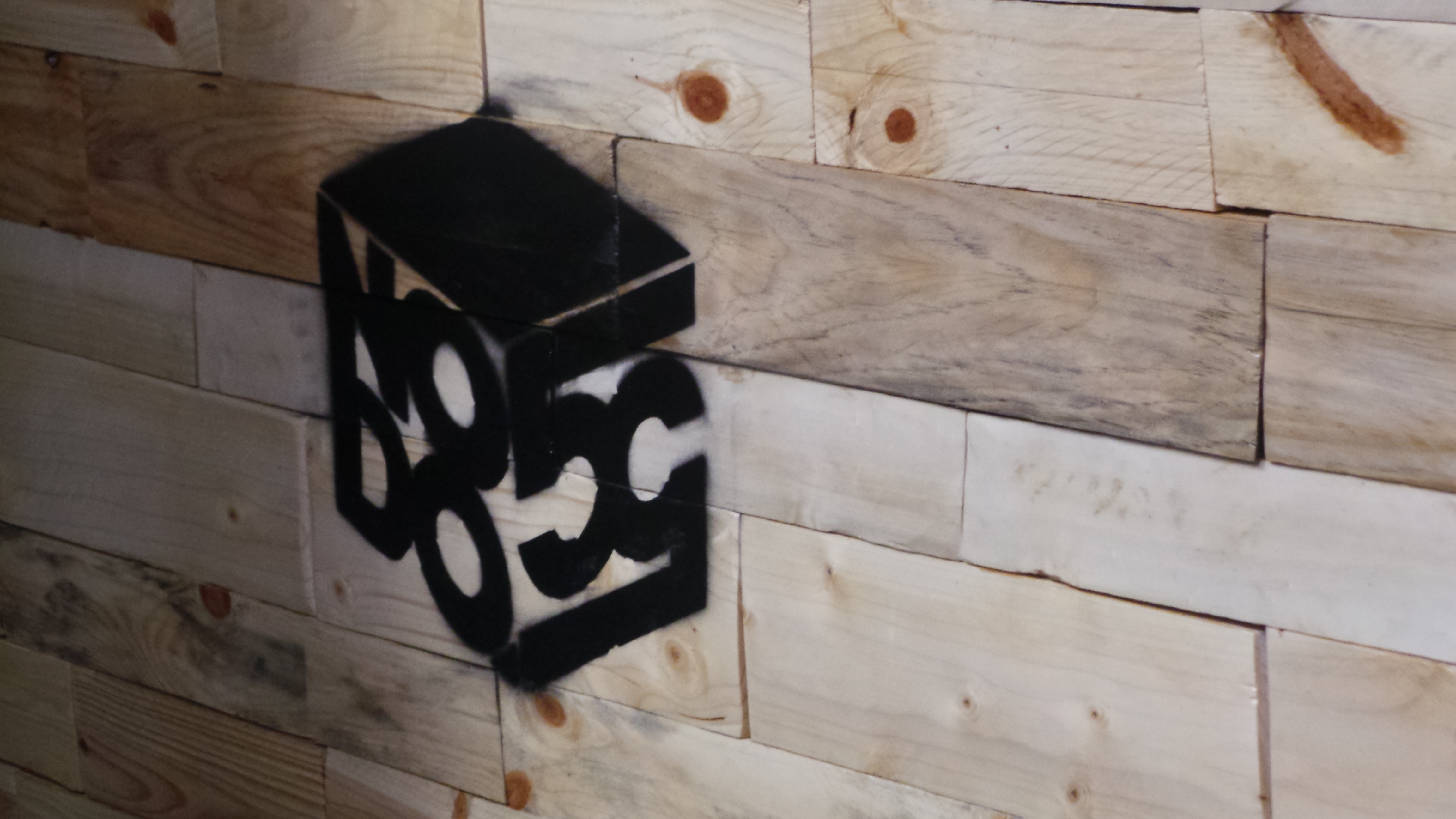

Nodo50 és un proveïdor de serveis d'Internet sense ànim de lucre que s'autodefineix com a projecte autònom de contrainformació telemàtica orientat als moviments socials, proporcionant serveis informàtics i comunicatius a persones, grups i organitzacions d'esquerra, anticapitalistes i antifeixistes d'Espanya i Llatinoamèrica. El projecte és gestionat a través de l'associació "Nodo50: Altavoz por la Libertad de Expresión y Comunicación". És un projecte de contrainformació, que treballa per visualitzar els discursos que no troben espai en els mitjans de comunicació convencionals. Així, aposta per una tecnologia com Internet per augmentar la presència de les resistències organitzades.
Va començar com a instrument de comunicació del "Fòrum 50 anys n'hi ha prou", una trobada contra la celebració que les institucions de Bretton Woods (FMI i Banc Mundial) realitzaven a Madrid el 1994. En aquells temps era una BBS (Bulletin Board System) que proporcionava petites ajudes telemàtiques per a les organitzacions que intentaven denunciar la lògica d'aquestes institucions. L'any 1996 va fer el salt a Internet i es va convertir en proveïdor d'accés. Des de llavors ha treballat en diverses campanyes, accions, projectes i congressos juntament amb diversos moviments socials i organitzacions polítiques.
Entre els membres de Nodo50 hi ha un ampli espectre de moviments d'esquerra com l'ecologisme (Ecologistes en Acció), l'antimilitarisme (Grup Antimilitarista Tortuga), el pacifisme, el feminisme (Mujeres en Red), el sindicalisme (seccions de la CGT, CNT o CCOO), les ràdios lliures i comunitàries (Ràdio Vallekas), la teologia de l'alliberament, els centres socials, la defensa dels serveis públics i del benestar social, i en general llocs que advoquin pel socialisme o l'antiglobalització. També proporciona serveis a alguns partits polítics com Corriente Roja, Izquierda Anticapitalista, Izquierda Comunera i Esquerra Unida i ONGs com Amnistia Internacional (Grup Local de Còrdova). El 2013, figuren al voltant de 1.206 organitzacions a la llista d'organitzacions allotjades per Nodo50. Els servidors es troben a Suècia des de l'any 2011 amb l'objectiu de més garanties de seguretat.
Entre el 12 i el 24 d'octubre de 2013 Nodo50 va patir un atac de denegació de servei no reivindicat contra diversos mitjans de comunicació i organitzacions allotjats als seus servidors, entre els quals el setmanari La Directa, el periòdic quinzenal Diagonal, Kaosenlared, Periodismo Humano i diversos col·lectius anticapitalistes. Des de Nodo50 es va apuntar inicialment a l'ús d'una xarxa botnet a través de la qual es dugué a terme l'atac, tot i que posteriorment van aparèixer altres hipòtesis. El 30 d'octubre la policia va detenir el presumpte autor dels atacs.